# 垂枝小叶杨
垂枝小叶杨（学名：Populus simonii f. pendula）为杨柳科杨属小叶杨下的一个变型。

## 扩展阅读
- 維基物種上的相關：垂枝小叶杨